# オレッキエッテ
オレッキエッテ（イタリア語: Orecchiette）は、イタリアのプーリア州とバジリカータ州の地域を代表する耳形のパスタである。

## 概要

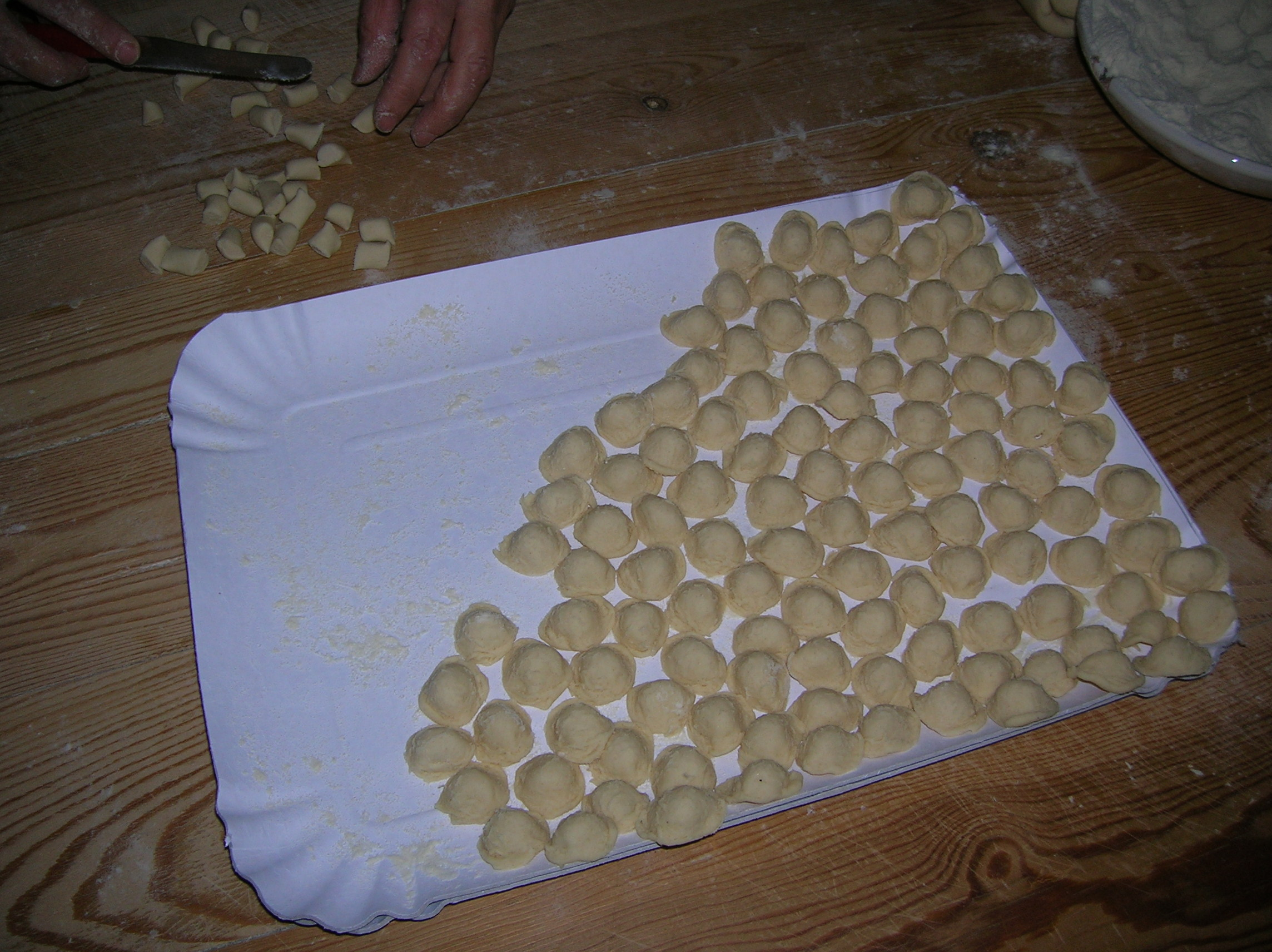
作業風景

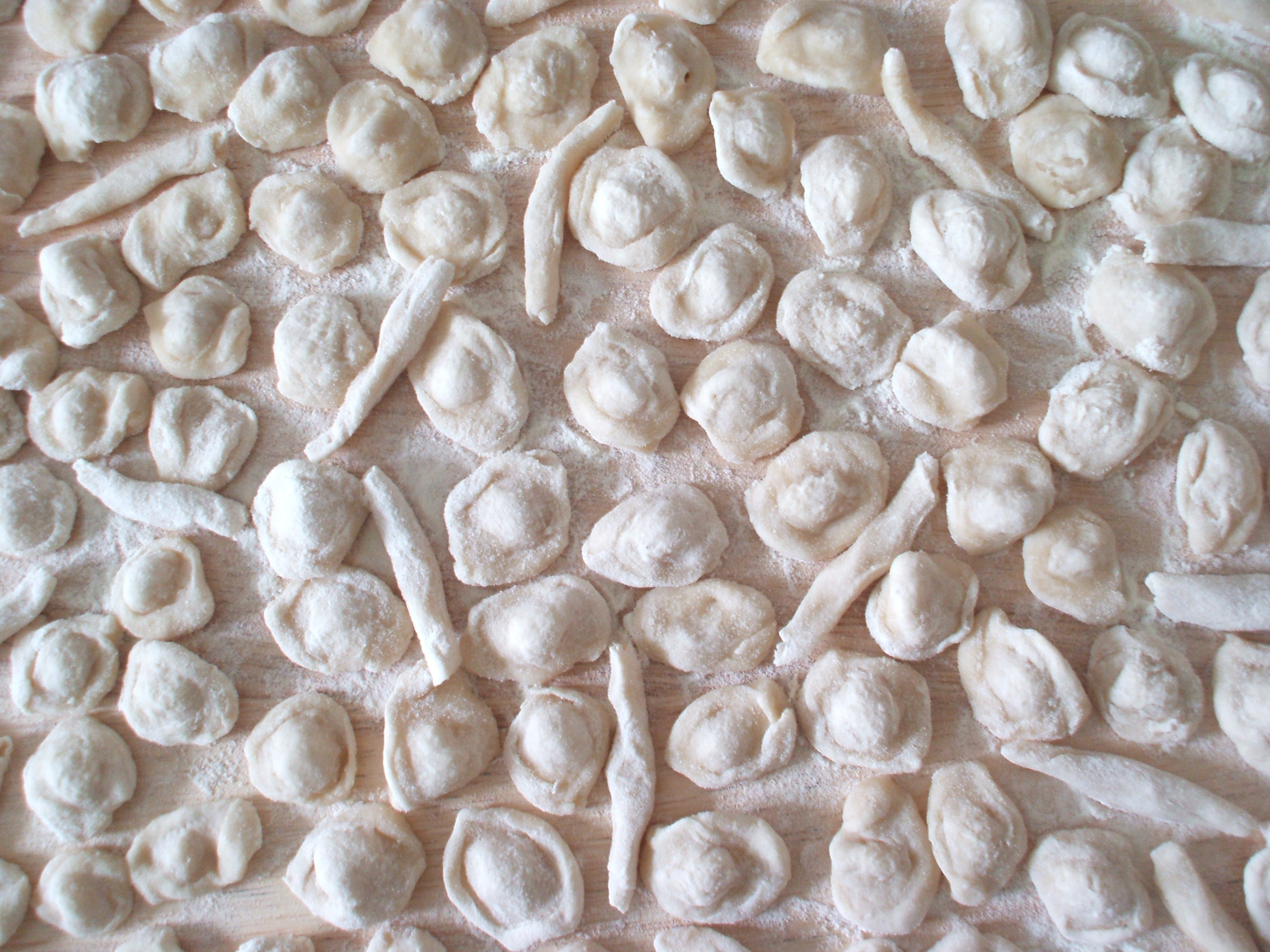
作業風景

その名の通り小さな「耳（orecchie）」に似た形をしている。ターラント人の間では、未だ「chiancarelle（小石）」または「recchted（小さい耳）」の同義語として使われている。大きさは親指の約3/4くらいで、小さな白いドームのようであり、パスタの中央が薄いものも、表面が粗いものもある。ドーム型でないものもあり、ストラシナーティ（strascinati）としてよく知られている。全ての異なる形で、硬質小麦の穀粉、水、塩だけを使って作る。
最も一般的な料理法は、長時間柔らかくゆでたブロッコリーを木べらなどで潰し、オレッキエッテのくぼみに絡めた料理である。ペンネなど他のショートパスタが使われる事もあるが、オレッキエッテがその形状と厚みの口当たりからブロッコリーと最も相性が良いとされる。地域特有のレシピでは、チーマ・ディ・ラーパ（cima di rapa）（カブの芽、野沢菜に似た葉菜）の使用が見受けられる。サレント半島で特有なレシピでは、トマトソース（肉または肉団子の煮込みまたはブラショーレを、入れるまたは入れない）と羊乳のリコッタ・フォルテ（ricotta forte、強いリコッタ・チーズ）を使うことが見受けられる。
チステルニーノ（BR）では、オレッキエッテは若干精製した軟質小麦の穀粉を使用し、もっと大きくて違う形になり、内部が深く、もっと外耳に似ており、またそれは「司祭の耳」を意味する「Recch' d'privt」である。農民の祭典の古典的なレシピではウサギのラグー入りの調味料を用意する。

## 歴史
オレッキエッテの起源は、イタリアのプーリア州ではなく、フランスのプロヴァンス地方の可能性が高い。プロヴァンス地方で古くは中世から南フランスの硬質小麦を使用したパスタ状のものを作っていた。パスタは非常に厚く円盤状で、親指で押して中央がへこんでいる。その特有の形は乾燥を促進し、そのため飢饉への備蓄となった。また、長期間の航海に備え大量に船積みされたということである。その後、13世紀にプロヴァンス伯の家系でもあったアンジュー家の南イタリア支配の開始とともに、バジリカータとプーリア全土に広まった。
プーリア料理の著名な研究者ルイージ・サーダ教授は、オレッキエッテの起源が12世紀と13世紀の間ノルマン系スエビ族の支配下にあったサンニカンドロ・ディ・バーリの領土にあるとした。サーダ教授によると、オレッキエッテに興味深い特徴があり、それはノルマン系スエビ族の一部地域のイスラエル人コミュニティに対する特有の保護の姿勢に関係し、エステル記に登場する敵ハマンの耳のような、いくつかのヘブライの伝統レシピに起源がある可能性が高い。事例として、スペイン系ユダヤ人またはクロワゼット人のいくつかのデザート、ピエモンテ州のオッチターネ渓谷のパスタの一種、サンニカンドロのオレッキエッテの遠戚もまた中東の影響の可能性が高い。

## 中華料理で相当する麺類

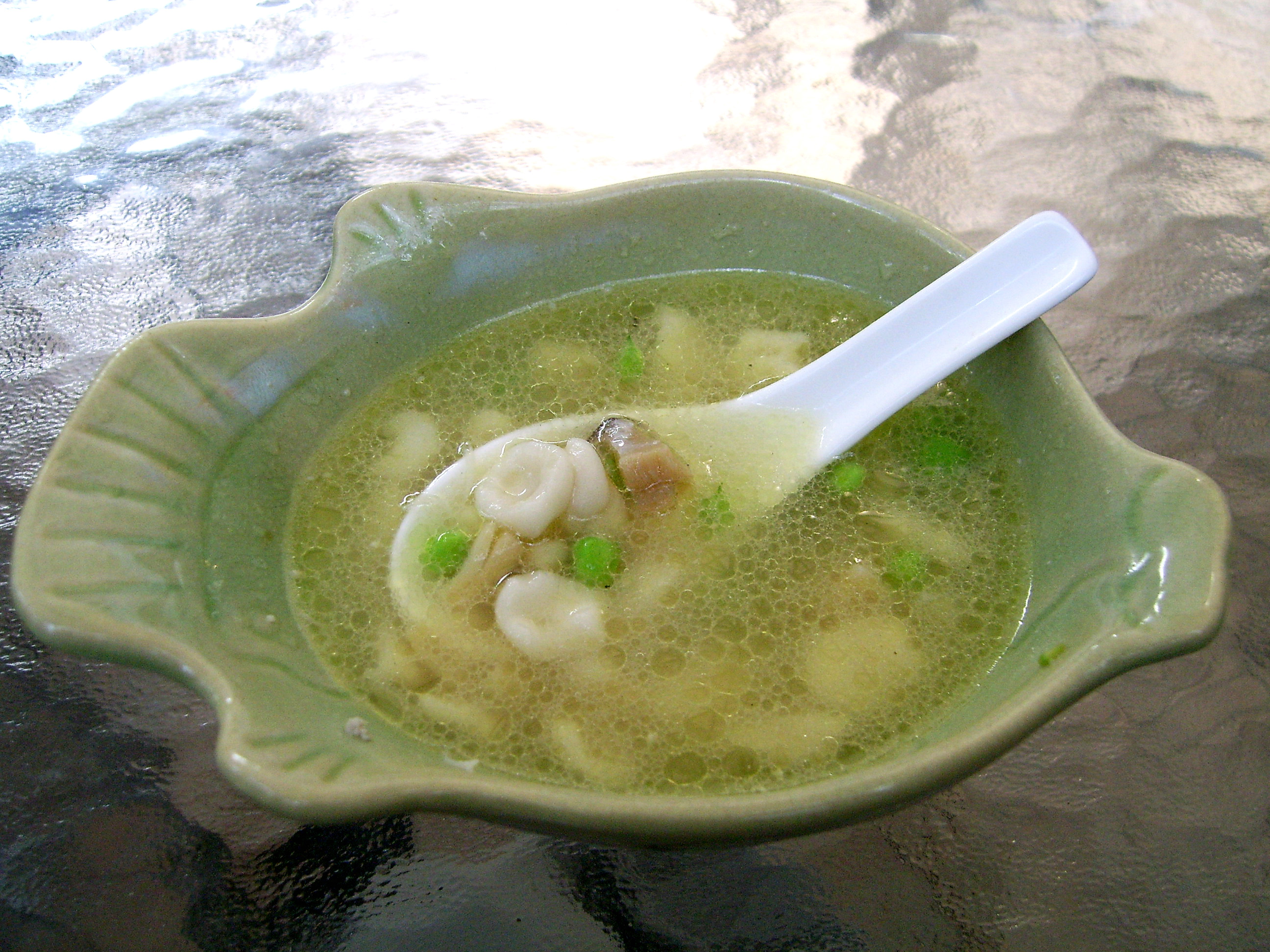
杭州マオアールトゥオのスープ。

中華料理でマオアールトゥオ（簡体字: 猫耳朵、拼音: Māo ěrduo、猫の耳）と呼ばれる麺類は、オレッキエッテに相当する。マオアールトゥオは蒸してソースを添える、またはスープ麺として調理できる。